# Sarcophyton tenuispiculatum
Sarcophyton tenuispiculatum is een zachte koraalsoort uit de familie Alcyoniidae. De koraalsoort komt uit het geslacht Sarcophyton. Sarcophyton tenuispiculatum werd in 1931 voor het eerst wetenschappelijk beschreven door Thomson & Dean. 